# 大町温泉郷

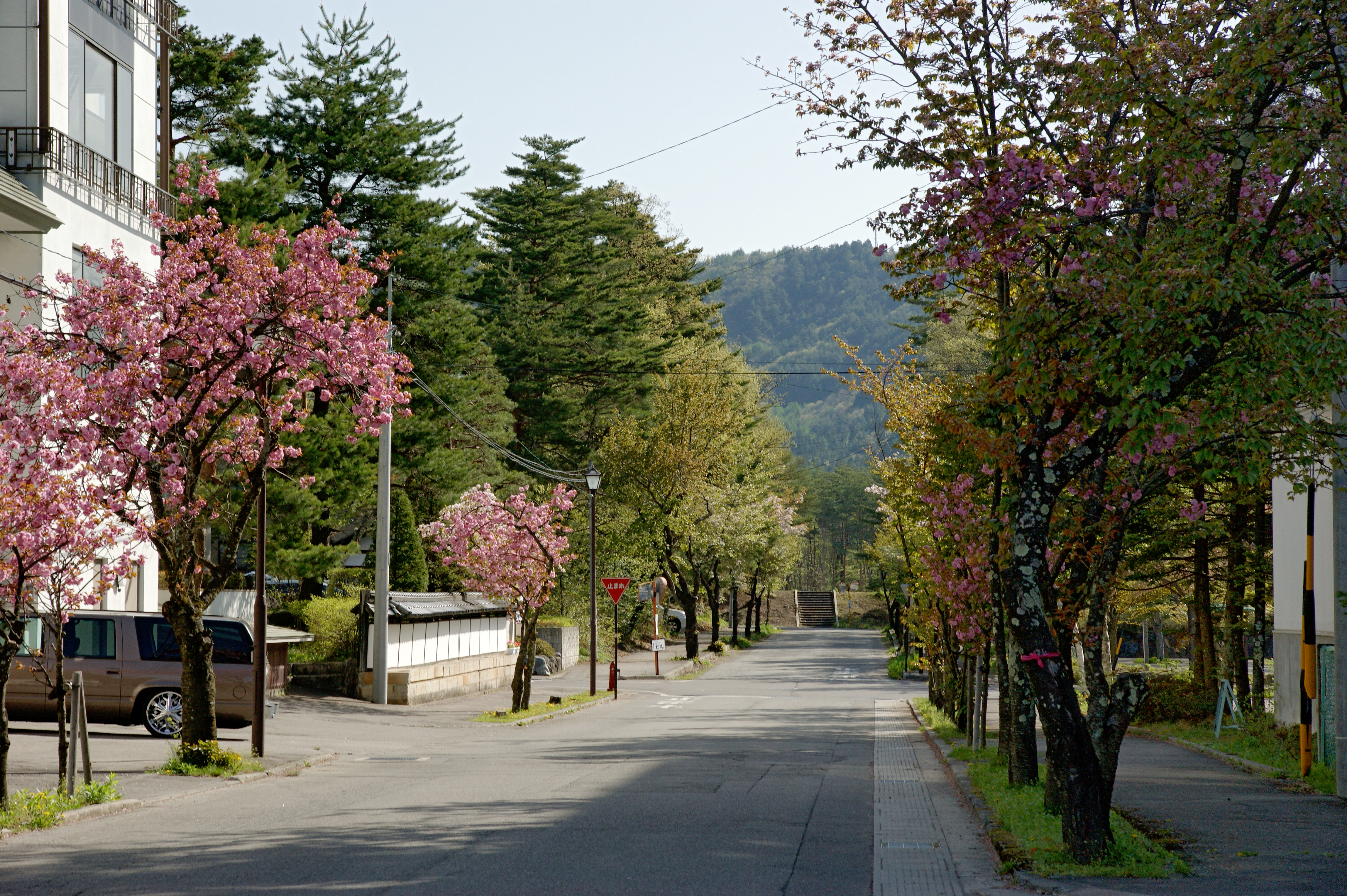
大町温泉郷

大町温泉郷（おおまちおんせんきょう）は、長野県大町市にある鹿島川河岸の温泉。温泉郷を名乗るが、複合的な名称ではなく、単一の温泉地である。高瀬川の渓谷にある葛温泉からの引湯で、計画的に作られた温泉地である（後述）。

## 泉質
- アルカリ性単純泉
- 泉温　50～90度

### 効能
リウマチ、神経痛など
※注 効能は万人に対してその効果を保証するものではない

## 温泉街
大町市街北西5㎞、鹿島川上流の河岸に位置する。シラカバ、カラマツ林に囲まれながら、20軒前後のホテル、旅館、民宿が整然と並ぶ。その光景はさながら別荘地を彷彿させるものであり、総面積は約40ヘクタールに及ぶ。立山黒部アルペンルート探勝の玄関口として発展し、温泉街にもアルプス温泉博物館、酒の博物館などの観光施設がある。

### 施設
- アルプス温泉博物館

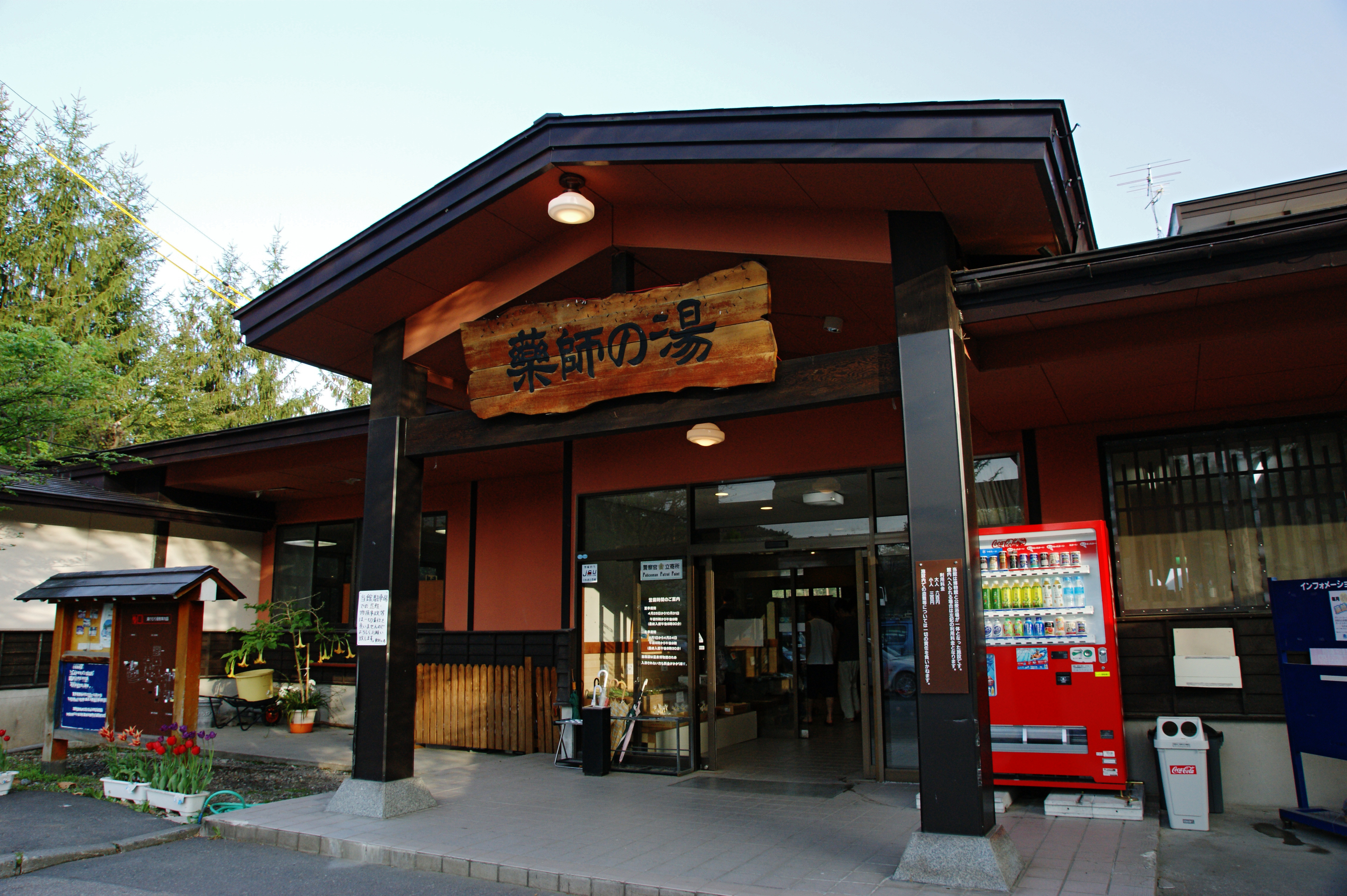
薬師の湯
- 祥龍山泉嶽寺
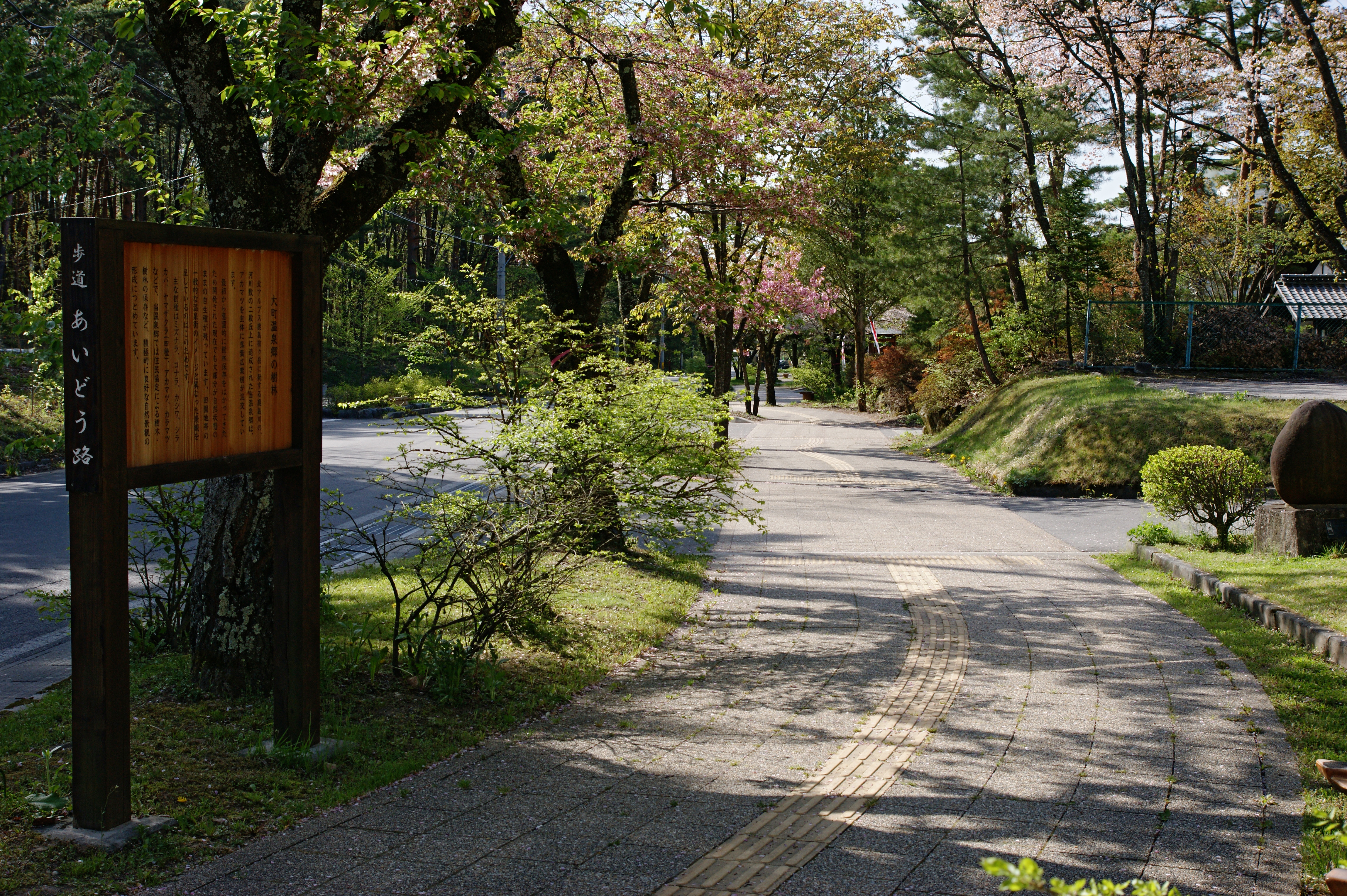
あいどう路

- 薬師の湯
- あいどう路

## 歴史
1928年（昭和3年）に、湯量の豊富な葛温泉の泉源を利用して、大町を一大温泉地にする計画が持ち上がった。その後、用地の取得や自治体と企業の思惑の不一致など紆余曲折の末、関西電力黒四発電所建設工事の資材輸送基地が大町に決まり、1958年（昭和33年）に大町から黒部峡谷まで最短距離で結ぶ資材輸送ルートが貫通したことで、交通の基盤が整い、温泉街整備の気運は一気に高まった。1963年（昭和38年）には、第一号の宿泊施設が開業。更に、1964年（昭和39年）立山黒部アルペンルートが開通した。以後は、アルペンルート探勝、冬季はサンアルピナ青木湖スキー場・白馬さのさかスキー場・鹿島槍スキー場等の宿泊基地として発展を遂げ、今日に至っている。
その後、新たな泉源開発を行い、現在は4つの源泉を持っている。

## アクセス

### 鉄道
- 大糸線信濃大町駅からアルピコ交通バス。

### バス
- 信濃大町駅から扇沢駅行きで大町温泉郷下車（冬季は日向山高原止まり）。
- 高速バス バスタ新宿から安曇野・大町・白馬行きで大町温泉郷下車（季節運行）。

### 乗合タクシー
- 信州まつもと空港シャトル便で大町温泉郷下車。

### 自動車
- 長野自動車道安曇野IC下車。